# トカゲ属
トカゲ属（－ぞく、蜥蜴属）は爬虫綱有鱗目トカゲ科（スキンク科）の属。スジトカゲ属とも。かつての学名はEumecesだったが、Eumeces属は分子系統の結果に基づき4属に分割された。日本産のものはすべてPlestiodon属に含まれ、トカゲ属という和名は現在この属に用いられている。

## 種
- Plestiodon anthracinus
- Plestiodon barbouri (Van Denburgh, 1912)（バーバートカゲ）

奄美大島から沖縄本島を経て久米島まで分布する。やや標高の高い山地に生息し、オキナワトカゲとの棲み分けが見られる。両生類・爬虫類レッドリストでは絶滅危惧II類（VU）に指定されている。
- Plestiodon brevirostris
- Plestiodon callicephalus
- Plestiodon capito
- Plestiodon chinensis（シナトカゲ）
- Plestiodon colimensis
- Plestiodon copei
- Plestiodon coreensis
- Plestiodon dugesii
- Plestiodon egregius
- Plestiodon elegans (Boulenger, 1887)（アオスジトカゲ）

中国東部と台湾に分布するが、日本では尖閣諸島に分布する。
- Plestiodon fasciatus（イツスジトカゲ）
- Plestiodon finitimus (ヒガシニホントカゲ)

2012年に東日本およびロシア沿海地方の個体群が、外部形態やミトコンドリアDNAのCOI遺伝子の分子系統推定から、新種Plestiodon finitimusとして分割された。
- Plestiodon gilberti（ギルバートトカゲ）
- Plestiodon inexpectatus（マガイスジトカゲ）
- Plestiodon japonicus (Peters, 1864)（ニホントカゲ）

伊豆半島を除く本州、四国、九州、北海道およびロシアの沿海州に生息するトカゲ。旧学名はPlestiodon latiscutatusであったがこの模式標本産地が下田であり、後にこの標本がオカダトカゲと判明したため、新たに学名としてPlestiodon japonicusが与えられた。なお、オカダトカゲもこれにより学名がPlestiodon okadaeからPlestiodon latiscutatusへと変更された。
- Plestiodon kishinouyei (Stejneger, 1901)（キシノウエトカゲ）

全長40cmにもなる日本最大のトカゲで、宮古列島から八重山列島に分布する。国の天然記念物で、両生類・爬虫類レッドリストでは絶滅危惧II類（VU）に指定されている。
- Plestiodon kuchinoshimensis Kurita & Hikida, 2014 (クチノシマトカゲ)
- Plestiodon lagunensis
- Plestiodon laticeps（ヒロズトカゲ）
- Plestiodon latiscutatus Hallowell, 1861（オカダトカゲ）

伊豆半島と伊豆諸島に分布する。三宅島・八丈島・青ヶ島に生息する個体群は両生類・爬虫類レッドリスト (環境省)で絶滅のおそれのある地域個体群（LP）に指定されている。特に三宅島の個体群はかつては非常な高密度で生育していたのがネズミ防除のために導入されたイタチにほとんど食い尽くされ、今ではほとんど見られなくなってしまった。
- Plestiodon liui
- Plestiodon longirostris
- Plestiodon lynxe
- Plestiodon marginatus Hallowell, 1861（オキナワトカゲ）

リュウキュウトカゲともいう。トカラ列島から沖縄諸島まで分布し、バーバートカゲよりも低地に生息する。
- Plestiodon multilineatus
- Plestiodon multivirgatus
- Plestiodon obsoletus（グレートプレーンスキンク）
- Plestiodon obtusirostris
- Plestiodon ochoterenae
- Plestiodon parviauriculatus
- Plestiodon parvulus
- Plestiodon popei
- Plestiodon quadrilineatus
- Plestiodon reynoldsi
- Plestiodon septentrionalis
- Plestiodon skiltonianus
- Plestiodon stimpsonii (Thompson, 1912)（イシガキトカゲ）

成体の全長は15cmほどで、ニホントカゲよりやや小型。八重山諸島に分布するが、与那国島には分布しない。
- Plestiodon sumichrasti
- Plestiodon tamdaoensis
- Plestiodon tetragrammus
- Plestiodon tunganus

## 引用文献
1. ↑  疋田努「トカゲ属の学名変更～EumecesからPlestiodonへ～」『爬虫両棲類学会報』第2006巻第2号、2006年、139-145頁、ISSN 13455826、NAID 40015129805。